# Каснаковски нимфеум
Каснаковският нимфеум е тракийско езическо светилище на Афродита и нимфите, което се намира между родопските села Каснаково и Клокотница.
Представлява полукръгла площадка с аязмо и лечебна вода. Местността е известна под името Гяур бунар. Нимфеумът е построен в края на II в. от ветеран в древноримската армия от тракийски произход. То е сред най-добре запазените тракийски светилища в България.
Според разкопките след 3 десетилетия вярна служба на императора военноначалникът Тит Флавий Бейтюкент Есбенериос получава парче земя, край днешното село Каснаково. Пленен от красотата и мистиката на извора, Тит Флавий решава в чест на съпругата си Клавдия Монтана, да издигне на това място храм на богинята Афродита.
Там, на върха на хълм, потънал в зеленината на тракийските цветя, се намира скален извор, почитан от траките като светилище на нимфите. Преданията гласят, че на това живописно място вечер танцуват красивите повелителки на природата – нимфите. Според вярванията, ако жените пият от изворчето вода, те зачеват по-лесно и раждат красиви мъжки рожби – смели рожби на Тракия.
По време на християнизацията там е изграден параклис на „Свети Спас“, но от него не е останало нищо. Ежегодно жителите на Каснаково провеждат събори на празника на светеца, в чест на който се оставят дарове, палят се свещи и се хвърлят монети в извора за здраве.
Обектът е обявен за национален паметник на културата през 1968 г.